# V tebe věříme, ó Marge
V tebe věříme, ó Marge (v anglickém originále In Marge We Trust) je 22. díl 8. řady (celkem 175.) amerického animovaného seriálu Simpsonovi. Scénář napsal Donick Cary a díl režíroval Steven Dean Moore. V USA měl premiéru dne 27. dubna 1997 na stanici Fox Broadcasting Company a v Česku byl poprvé vysílán 20. dubna 1999 na stanici ČT1.

## Děj
Poté, co kázání reverenda Lovejoye lidi v kostele nudí, vyjádří Marge své znepokojení nad jeho nedostatkem nadšení pro pomoc lidem. Lovejoy jí vysvětluje, že jeho nadšení vyprchalo, když se zabýval neustálými triviálními problémy Neda Flanderse. Marge začne pracovat pro církev jako „naslouchající dáma“ – naslouchá problémům lidí a pomáhá je řešit. Lovejoy si uvědomuje svou nedostatečnost a cítí se sklíčený; vize svatých ho kárají za to, že dělá málo pro to, aby lidi v kostele inspiroval. 
Homer vezme Barta a Lízu na springfieldskou skládku, aby se zbavili vánočního stromku. Tam najdou krabici japonského prostředku na mytí nádobí Mistr Lesk, jehož maskot se podobá Homerovi. Znepokojený Homer kontaktuje výrobce v japonském Hokkaidó. Homerovi je zasláno propagační video, z něhož vyplývá, že maskot je výsledkem společného podniku dvou konglomerátů, jejichž maskoti, ryba a žárovka, se spojili a vytvořili Mistra Leska; podobnost s Homerem je čistě náhoda. 
Ned zavolá Marge o pomoc: před jeho obchodem Levárium se potulují delikventi Jimbo, Dolph a Kearney. Na její popud se je snaží odehnat, ale oni ho obtěžují. Ned znovu zavolá Marge, ale když rváči přestřihnou telefonní šňůru, Marge se domnívá, že Ned zavěsil a že je vše v pořádku. Druhý den ráno Maude informuje Marge, že Ned je nezvěstný. Marge se vydá za Lovejoyem pro pomoc a vystopují Neda v zoo, kde si japonští turisté myslí, že Homer je Mistr Lesk. Lovejoy zachrání Neda z výběhu paviánů, znovu objeví vášeň pro své povolání a vypráví své kongregaci příběh o Nedově záchraně. 

## Produkce
V osmé sezóně se seriál začal zabývat epizodami, které se točí kolem vedlejších postav. Reverend Lovejoy byl pro tuto epizodu vybrán proto, že kromě toho, že byl označen za „kněze, kterému to bylo jedno“, neměl příliš velký charakterový vývoj. Jednalo se o první epizodu, kterou Donick Cary pro Simpsonovy napsal. Byl zklamaný, že jeho první příběh byl o „Margině krizi s vírou“. Výlet na skládku byl inspirován mládím Donicka Caryho, kdy často chodil „vybírat skládku“. To vedlo scenáristy k rozhodnutí, že Homerův obličej bude na vyhozené krabici, z čehož se stala podzápletka s Mistrem Leskem. Aby mohli vytvořit reklamu, sledovali scenáristé videa s mnoha japonskými reklamami. Původní scéna z Lovejoyovy vzpomínky ukázala, že Jasper Beardsley byl před ním farářem První springfieldské církve. Řešení toho, jak se Mistr Lesk podobá Homerovi, napsal George Meyer poté, co strávil hodiny času vymýšlením realistického konce. Rybárna Matsumura byla pojmenována podle Ichira Matsumury, přítele Davida X. Cohena.

## Přijetí
V původním vysílání skončila epizoda v týdnu od 21. do 27. dubna 1997 na 25. místě v žebříčku sledovanosti s ratingem Nielsen 10,1, což odpovídá přibližně 9,8 milionu domácností. Byl to třetí nejlépe hodnocený pořad na stanici Fox v tom týdnu, hned po Aktech X a Tatíku Hillovi a spol. V Austrálii měl tento díl premiéru 22. června 1997, zatímco ve Velké Británii měl premiéru 20. července 1997. 
Epizoda se setkala s příznivým hodnocením kritiky. 
Autoři knihy I Can't Believe It's a Bigger and Better Updated Unofficial Simpsons Guide Warren Martyn a Adrian Wood uvedli: „Vzácným případem, kdy si obě dějové linie zaslouží samostatnou plnohodnotnou epizodu, je třaskavá epizoda, která vyzdvihuje neprávem opomíjeného pátera Lovejoye a díky níž si uvědomíte, že Homer není jediný, kdo je připraven zabít Neda Flanderse! Skvělá věc.“
V článku pro Entertainment Weekly z roku 2000 ji Matt Groening označil za svou pátou nejoblíbenější epizodu v historii seriálu.
Josh Weinstein ji označil za jednu z nejlepších epizod sezóny a také za jednu z nejvíce podceňovaných epizod všech dob. Za svou nejoblíbenější sekvenci označil také reklamu na Mistra Leska.
Falešná reklama na tyčinku Fruity Oaty Bar z filmu Serenity byla částečně inspirována reklamou na Mistra Leska.
Dne 15. června 2020 byl komik Eric Andre hostem podcastu The Last Laugh a uvedl tuto epizodu jako svou nejoblíbenější.